# Eduard Kremser

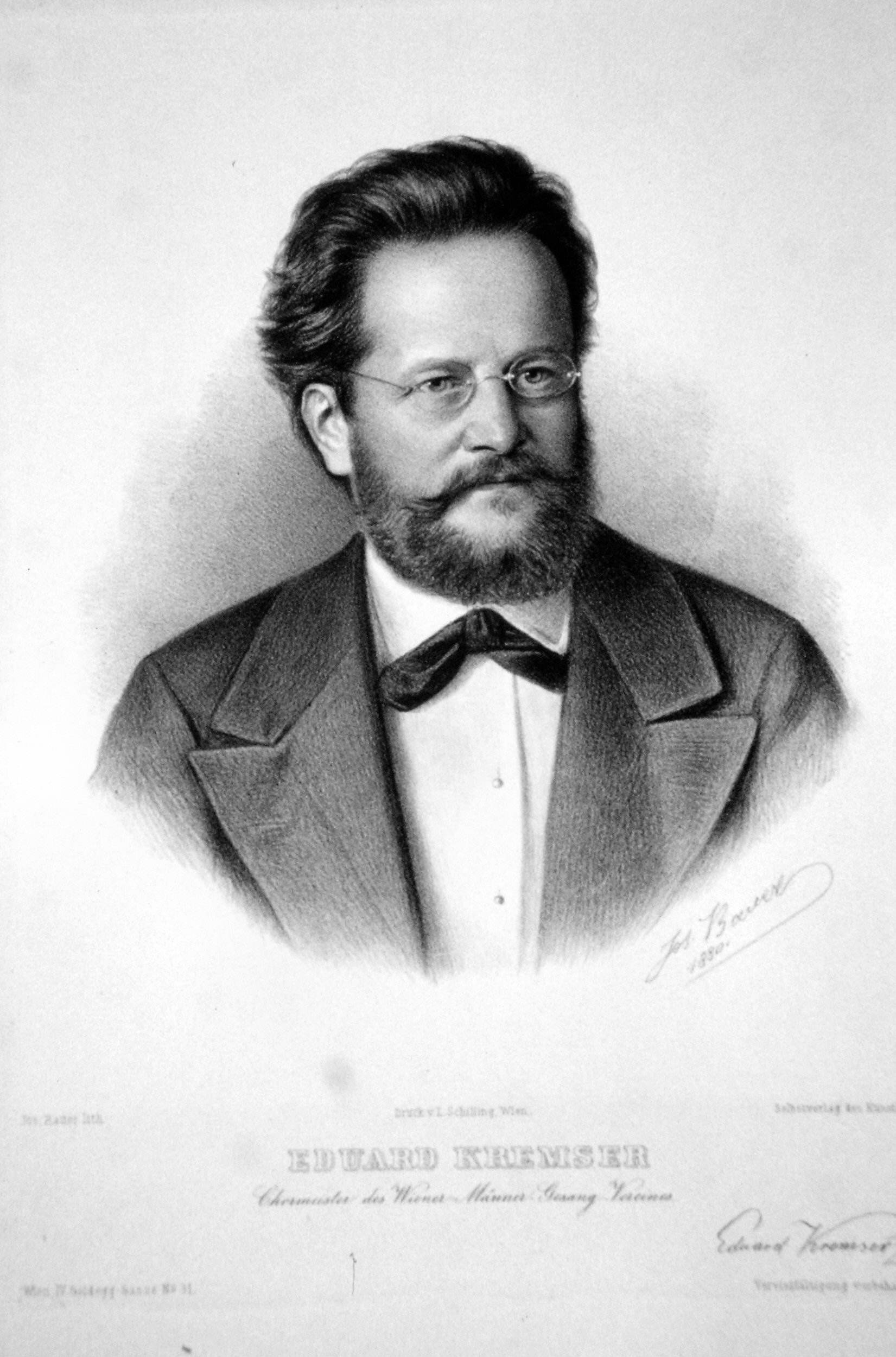
Eduard Kremser, Joseph Anton Bauer, 1880

Eduard Kremser (Wenen, 10 april 1838  - Wenen, 26 november 1914) was een Oostenrijks componist, arrangeur en dirigent die bekendheid kreeg als verzamelaar van traditionele Weense liederen. Kremser bewerkte in 1878 verschillende liederen van Adriaen Valerius waaronder de melodie van Wilt heden nu treden. Zijn versie werd gebruikt voor de in Duitsland (Wir treten zum Beten) en de Verenigde Staten (We gather together) populaire vertalingen van Valerius' lied.
- Bibsys: 33077
- Biblioteca Nacional de España: XX1728905
- Bibliothèque nationale de France: cb14765371q (data)
- CiNii: DA0708622X
- Gemeinsame Normdatei: 11652099X
- International Standard Name Identifier: 0000 0000 8373 1706
- Library of Congress Control Number: no88001859
- Nationale Bibliotheek van Letland: 000037783
- MusicBrainz: 63394baa-88ad-47ae-89ac-6283297130f3
- Nationale Bibliotheek van Tsjechië: ola2007364602
- Nationale Bibliotheek van Israël: 987007286693705171
- Nationale Bibliotheek van Polen: a0000001626411
- Nederlandse Thesaurus van Auteursnamen: 265215323
- Réseau des bibliothèques de Suisse occidentale: 02-A014005446
- Système universitaire de documentation: 252679741
- Virtual International Authority File: 37180115
- WorldCat: E39PBJcwBFRBrDJxhB7wv9PG73